# Acanthoprora melanoleuca
Acanthoprora melanoleuca är en fjärilsart som beskrevs av George Francis Hampson 1926. Acanthoprora melanoleuca ingår i släktet Acanthoprora och familjen nattflyn. Inga underarter finns listade i Catalogue of Life.